# Умершие в феврале 1995 года
Это список известных людей, соответствующих установленным критериям значимости (см. Википедия:Критерии значимости персоналий), умерших в феврале 1995 года.
Причина смерти указывается лишь в исключительных случаях (убийство, самоубийство, гибель в результате военных действий, смертная казнь, ДТП или несчастные случаи). В остальных случаях — не указывается.
- 1 февраля — Донат Долгушин (91) — советский селекционер, доктор биологических наук.
- 2 февраля — Тихон Бородаев (71) — советский работник промышленности, Герой Социалистического Труда.
- 2 февраля — Арсений Крысюк (78) — майор Советской Армии, участник Великой Отечественной войны, Герой Советского Союза.
- 2 февраля — Фред Перри (85) — английский теннисист.
- 3 февраля — Андрей Никольский (35) — российский пианист; автокатастрофа.
- 4 февраля — Карлен Абгарян (76) — советский и армянский учёный в области технической кибернетики.
- 4 февраля — Александр Довженко (76) — знаменитый врач-нарколог.
- 4 февраля — Анис Клопов (80) — Полный кавалер ордена Славы.
- 4 февраля — Патриция Хайсмит (74) — американская писательница, прославившаяся своими психологическими детективами с налетом нуара и серией книг о Томе Рипли.
- 4 февраля — Анатолий Хохлов (76) — участник Великой Отечественной войны, Герой Советского Союза.
- 5 февраля — Иван Буянков (79) — участник Великой Отечественной войны, Герой Советского Союза.
- 5 февраля — Громов, Сергей Сергеевич (29) — советский и российский офицер, капитан, участник Первой чеченской войны, Герой Российской Федерации (1995, посмертно); погиб в бою.
- 5 февраля — Александр Левченко (80) — участник Великой Отечественной войны, Герой Советского Союза.
- 5 февраля — Василий Нужный (42) — советский и российский офицер ВДВ, гвардии полковник, участник Первой чеченской войны, Герой Российской Федерации (1995, посмертно); погиб в бою при штурме Грозного
- 7 февраля — Хамид Беретарь (63) — народный поэт Республики Адыгея, учёный-историк, профессор, заслуженный работник культуры Российской Федерации.
- 7 февраля — Михаил Мачин (87) — участник Великой Отечественной войны, Герой Советского Союза.
- 7 февраля — Иван Староконь (71) — участник Великой Отечественной войны, Герой Советского Союза.
- 7 февраля — Сергей Фирсов (23) — российский офицер морской пехоты, старший лейтенант, участник Первой чеченской войны, Герой Российской Федерации (1995, посмертно); погиб в бою.
- 8 февраля — Александр Азончик (76) — участник Великой Отечественной войны, командир партизанского отряда «Патриот» бригады имени Будённого Белорусского штаба партизанского движения, Герой Советского Союза.
- 8 февраля — Григорий Дмитриев (74) — участник Великой Отечественной войны, Герой Советского Союза.
- 8 февраля — Григорий Литвиненко (80) — сержант Советской Армии, участник Великой Отечественной войны, Герой Советского Союза.
- 9 февраля — Пётр Якубовский (71) — участник Великой Отечественной войны, заместитель командира эскадрильи 31-го истребительного авиационного полка 295-й истребительной авиационной дивизии 17-й воздушной армии 3-го Украинского фронта, Герой Советского Союза.
- 10 февраля — Георгий Бенкунский — ветеран Великой Отечественной войны, заслуженный пилот СССР.
- 11 февраля — Сергей Шевкуненко (35) — советский киноактёр; убийство.
- 12 февраля — Василий Карандевич (80) — участник Великой Отечественной войны, Полный кавалер ордена Славы.
- 13 февраля — Косай Егизбаев (67) — советский государственный и партийный деятель, 1-й секретарь Гурьевского сельского областного комитета КП Казахстана (1963).
- 13 февраля — Фёдор Заикин (78) — участник Великой Отечественной войны, Герой Советского Союза.
- 14 февраля — Нина Искренко (43) — русская поэтесса; рак.
- 14 февраля — Владимир Клюшкин (70) — передовик советской электротехнической промышленности, мастер Камского кабельного завода Министерства электротехнической промышленности СССР, город Пермь, Герой Социалистического Труда.
- 14 февраля — Сабира Майканова (81) — советская казахская актриса. Народная артистка СССР.
- 15 февраля — Виктор Козлов (78) — участник Великой Отечественной войны, Герой Советского Союза.
- 16 февраля — Константин Ковалёв (81) — участник Великой Отечественной войны, Герой Советского Союза.
- 16 февраля — Николае Костин (58) — молдавский политик.
- 16 февраля — Борис Номинас (83) — командир 5-й понтонно-мостовой бригады, подполковник, участник Великой Отечественной войны, Герой Советского Союза.
- 16 февраля — Василий Шатилов (92) — советский военачальник, Герой Советского Союза.
- 17 февраля — Виктор Владимиров (72) — советский разведчик, генерал-майор госбезопасности.
- 17 февраля — Михаил Гефтер (76) — советский и российский историк и философ, диссидент.
- 17 февраля — Никита Гребенюк (76) — Герой Советского Союза.
- 17 февраля — Михаил Пискунов (79) — Герой Советского Союза.
- 18 февраля — Владимир Боровиков (22) — российский военнослужащий, морской пехотинец, лейтенант, командир взвода, участник Первой чеченской войны, Герой Российской Федерации (1995, посмертно); погиб в бою
- 19 февраля — Шломо Ойербах (84) — один из важнейших харедимных религиозных авторитетов второй половины 20 века; глава ешивы Коль Тора.
- 19 февраля — Ян Черняк (85) — советский разведчик, Герой Российской Федерации (1994).
- 20 февраля — Уго Амендола (77) — итальянский композитор.
- 20 февраля — Иосиф Гусаковский (90) — советский военачальник, генерал армии, дважды Герой Советского Союза.
- 20 февраля — Израиль Пикман (77) — советский кинооператор и режиссёр, фотограф. Заслуженный деятель искусств БССР.
- 21 февраля — Роберт Болт (70) — английский драматург, киносценарист, режиссёр и актёр
- 21 февраля — Александр Синельник (28) — капитан, Герой Российской Федерации.
- 21 февраля — Юхан Вийдинг (46) — эстонский актёр, сценарист.
- 22 февраля — Вера Бессонова (87) — советская баскетболистка. Заслуженный мастер спорта СССР.
- 23 февраля — Джеймс Хэрриот (78) — английский писатель, ветеринар и лётчик.
- 25 февраля — Гядиминас Баравикас (54) — литовский архитектор.
- 26 февраля — Зенон Боревич (72) — советский, российский математик, доктор физико-математических наук.
- 26 февраля — Алексей Коренев (67) — советский режиссёр художественного («Большая перемена», «Ловушка для одинокого мужчины») и хроникального кино.
- 27 февраля — Константин Макаров (71) — Герой Советского Союза.
- 28 февраля — Даниил Гапоненко (73) — Герой Советского Союза.
- 28 февраля — Борис Шехирев (75) — Герой Советского Союза.